# HD 103746
HD 103746，又名CD-46 7521，SAO 223127、HR 4570，是一颗恒星，视星等为6.26，位于銀經293.35，銀緯14.78，其B1900.0坐标为赤經11h 51m 41.3s，赤緯-46° 14.78′ 59″。